# Paso Cabaio
Paso Cabaio is een compositie voor harmonieorkest of fanfare van de Nederlandse componist Kees Vlak. Het is het eerste werk dat hij schreef voor harmonie- of fanfareorkest. De première van het werk in 1967 door de Marinierskapel der Koninklijke Marine en de Koninklijke Militaire Kapel onder leiding van Johannes Petrus Laro vond plaats in het Concertgebouw in Amsterdam.